# Tetanops myopaeformis
Tetanops myopaeformis är en tvåvingeart som först beskrevs av Roder 1881.  Tetanops myopaeformis ingår i släktet Tetanops och familjen fläckflugor. Inga underarter finns listade i Catalogue of Life.